# Зубас, Эмилиюс
Эмилиюс Зубас (лит. Emilijus Zubas; род. 10 июля 1990, Паневежис) — литовский футболист, вратарь.

## Биография

### Клубная карьера
На профессиональном уровне начал выступать в 2011 году в составе клуба «Экранас», с которым дважды выиграл чемпионат Литвы и стал обладателем Кубка. Зимой 2013 года подписал контракт с латвийским клубом «Даугава» (Рига), однако два года, что Зубас принадлежал клубу, он практически полностью провёл в арендах. В начале 2013 года выступал за клуб польской Экстракласы «Белхатув». Летом того же года был отдан в аренду в кипрский «АЕК Ларнака», однако не провёл в местном чемпионате ни одного матча. В январе 2014 года был отдан в аренду в клуб чемпионата Дании «Виборг», за который сыграл 1 матч — 18 мая 2014 года против «Эсбьерга» (0:0). После окончания аренды в Дании Зубас наконец дебютировал за «Даугаву», отыграв весь мтач с шотландским «Абердином» 3 июля 2014 года в рамках первого отборочного раунда Лиги Европы (0:5). Однако вскоре был вновь отдан в аренду в польский «Белхатув» и эта встреча осталась единственной в составе латвийского клуба. После окончания очередной аренды летом 2015 года, подписал контракт с другим польским клубом «Подбескидзе», в котором провёл один сезон и отыграл 34 матча. 17 августа 2016 года перешёл в израильский клуб «Бней-Иегуда».

### Карьера в сборной
Дебютировал за сборную Литвы 26 марта 2013 года в товарищеском матче со сборной Албании, в котором вышел на замену на 61-й минуте при счёте 0:4 и не пропустил в оставшееся время.

## Достижения
«Экранас»
- Чемпион Литвы (2): 2011, 2012
- Обладатель Кубка Литвы (1): 2010/2011
- Обладатель Суперкубка Литвы (1): 2011

«Бней-Иегуда»
- Обладатель Кубка Израиля (2): 2016/2017, 2018/2019